# Noah Bubenhofer
Noah Bubenhofer (* 28. Oktober 1976 in St. Gallen) ist ein Schweizer Sprachwissenschaftler. Er ist ausserordentlicher Professor an der Philosophischen Fakultät der Universität Zürich. Zudem ist er Co-Direktor der Linguistic Research Infrastructure.

## Werdegang
Nach seinem Studium der Germanistik, Kommunikations- und Medienwissenschaft und der Soziologie an den Universitäten Basel und Freiburg im Breisgau war er von 2004 bis 2009 Assistent am Lehrstuhl von Angelika Linke am Deutschen Seminar der Universität Zürich. 2009 wurde er mit der Arbeit „Sprachgebrauchsmuster. Korpuslinguistik als Methode der Diskurs- und Kulturanalsye“ promoviert. Von 2009 bis 2012 war er wissenschaftlicher Mitarbeiter am Institut für Deutsche Sprache in Mannheim, 2012 bis 2015 wissenschaftlicher Mitarbeiter an der Professur für Angewandte Linguistik am Institut Germanistik an der TU Dresden. Zwischen 2015 und 2018 erhielt er ein SNF-Ambizione-Habilitationsstipendium und war Projektleiter am Institut für Computerlinguistik an der Universität Zürich.
Ab 2018 war Bubenhofer Professor für Digital Linguistics am Institute of Language Competence der Zürcher Hochschule für Angewandte Wissenschaften in Winterthur. 2019 folgte ein Ruf auf eine Assistenzprofessur mit Tenure-Track für Deutsche Sprache an die Universität Zürich und er erhielt dort die Venia Legendi für Deutsche Sprachwissenschaft. Seine Habilitationsschrift „Visuelle Linguistik. Zur Genese, Funktion und Kategorisierung von Diagrammen in der Sprachwissenschaft“ wurde 2020 veröffentlicht. 2021 wurde er zum Ausserordentlichen Professor für Deutsche Sprachwissenschaft an der Universität Zürich ernannt.
Bubenhofer hat mehrere Drittmittelprojekte eingeworben und ist Mitherausgeber der Zeitschrift für Germanistische Linguistik (ZGL) und der Reihe Germanistische Linguistik (RGL). Gemeinsam mit Sandra Hansen und Joachim Scharloth betreibt er den linguistischen Podcast tuwort.

## Forschungsschwerpunkte
Bubenhofers Forschungsschwerpunkte liegen im Bereich der Digitalen Linguistik, Kulturlinguistik, Korpuspragmatik, Diagrammatik sowie in der Wissens- und Sprachtheorie.

## Publikationen (Auswahl)

### Monographien
- Sprachgebrauchsmuster. Korpuslinguistik als Methode der Diskurs- und Kulturanalyse. (= Sprache und Wissen 4). Zugl. Dissertation, De Gruyter, Berlin / New York 2009, ISBN 978-3-11-021584-7.
- mit Marek Konopka, Roman Schneider: Präliminarien einer Korpusgrammatik. Unter Mitarbeit von Caren Brinckmann, Katrin Hein und Bruno Strecker. Narr, Tübingen 2014, ISBN 978-3-8233-6701-7.
- Visuelle Linguistik. Zur Genese, Funktion und Kategorisierung von Diagrammen in der Sprachwissenschaft. (= Linguistik – Impulse & Tendenzen 90), de Gruyter, Berlin / New York 2020, ISBN 978-3-11-069869-5, doi:10.1515/9783110698732

### Herausgaben
- mit Marc Kupietz: Visualisierung sprachlicher Daten: Visual Linguistics – Praxis – Tools. Heidelberg University Publishing., Heidelberg 2018, ISBN 978-3-946054-77-1.
- mit Joachim Scharloth: Maschinelle Textanalyse. Themenheft der Zeitschrift für Germanistische Linguistik 43/1. De Gruyter, Berlin/New York 2015.
- mit Juliane Schröter, Susanne Tienken, Yvonne Ilg, Joachim Scharloth: Linguistische Kulturanalyse (= Reihe Germanistische Linguistik 314). De Gruyter, Berlin/Boston 2019, ISBN 978-3-11-058305-2.
- mit Daniel Knuchel, Larissa Schüller: Kulturlinguistik in der Schweiz. Themenheft der Zeitschrift Germanistik in der Schweiz 18. Schwabe, Basel 2022 doi:10.24894/1664-2457.00016

### Artikel
- Diskurse berechnen? Wege zu einer korpuslinguistischen Diskursanalyse. In: Jürgen Spitzmüller, Ingo Warnke (Hrsg.), Methoden der Diskurslinguistik. Sprachwissenschaftliche Zugänge zur transtextuellen Ebene. de Gruyter, Berlin / New York 2008, ISBN 978-3-11-020041-6, S. 407–434.
- mit Joachim Scharloth: Stil als Kategorie der soziopragmatischen Sprachgeschichte: Korpusgeleitete Zugänge zur Sprache der 68er-Bewegung. In: Péter Maitz  (Hrsg.), Historische Sprachwissenschaft. Erkenntnisinteressen, Grundlagenprobleme, Desiderate. De Gruyter, Berlin/Boston 2012, ISBN 978-3-11-027312-0, S. 227–261.
- mit Joachim Scharloth, David Eugster: Das Wuchern der Rhizome. Linguistische Diskursanalyse und Data-driven Turn. In: Dietrich Busse, Wolfgang Teubert (Hrsg.), Linguistische Diskursanalyse. Neue Perspektiven. Springer VS, Wiesbaden 2013, ISBN 978-3-531-17294-1, S. 345–380.
- Diskurslinguistik und Korpora. In: Ingo Warnke (Hrsg.), Handbuch Diskurs, Sprachwissen. De Gruyter, Berlin / New York 2018, ISBN 978-3-11-029573-3, S. 208–241.
- Semantische Äquivalenz in Geburtserzählungen: Anwendung von Word Embeddings. In: Zeitschrift für germanistische Linguistik 48 (3), 2020, S. 562–589,
- mit Daniel Knuchel, Larissa Schüller: Digitale Kulturlinguistik: Digitalität als Gegenstand und Methode. In: Kulturlinguistik in der Schweiz (= Germanistik in der Schweiz 18).  Schwabe, Basel 2022, S. 64–96 doi:10.24894/1664-2457.00016